# Spoorlijn Flensburg - Flensburg havens west
De spoorlijn Flensburg - Flensburg havens west is een Duitse spoorlijn in Sleeswijk-Holstein en is als spoorlijn 1003 onder beheer van DB Netze.

## Geschiedenis
Het traject werd door de Peto, Brassey and Betts geopend op 25 oktober 1854 en was daarmee samen met DB 1002 de oudste spoorlijn van Duitsland. In 1972 is de lijn gesloten en thans werd deze nog gebruikt tijdens evenementen zoals Dampf Rundum totdat in november 2014 de groefrails zijn gevuld met asfalt.

## Aansluitingen
In de volgende plaats was er een aansluiting op de volgende spoorlijnen:
Flensburg
DB 1002, spoorlijn tussen Flensburg en Flensburg havens oost
DB 1040, spoorlijn tussen Neumünster en Flensburg